# Cyprinodon meeki
Cyprinodon meeki é uma espécie de peixe da família Cyprinodontidae.
É endémica do México.